# ヘルミーネ・オーヴァーベック＝ローテ
ヘルミーネ・オーヴァーベック＝ローテ（Hermine Overbeck-Rohte、1869年1月24日 - 1937年7月29日）はドイツの画家。

## 略歴
ニーダーザクセン州のヴァルスローデ(Walsrode）の皮製品製造業者の家に生まれた。若い頃から画家になる希望を持っていて、教育も受けていたが、1881年に父親が死んだ後、Itzehoeに住む姉のもとに送られ、家事を学んだ。後にハノーファーで看護を学びながら、絵の訓練を続けた。教師からは本格的に学ぶためにミュンヘンの学校で学ぶことを勧められるが、家族の希望で、ゲッティンゲンの教授の家庭教師として働いた。
1892年になって、ミュンヘン芸術家協会（Münchner Künstlerinnenvereins）の女性美術学校で学ぶことに決め、1896年まで女性風景画家のティナ・ブラウ(Tina Blau-Lang:1845-1916)らに学んだ。ミュンヘンでは定期的に展覧会に出展した。ミュンヘンの展覧会で、風景画家のフリッツ・オーヴァーベックの作品を見て、彼に学ぶために、友人と芸術家が集まったドイツの町、ヴォルプスヴェーデに移った。1896年10月にオーヴァーベックと婚約し、翌年結婚した。
1904年に結核と診断され、絵を描くのが困難になると、夫は横たわって描ける特別なイーゼルを用意し、1905年に彼女の療養のために海辺に近いブレーメンのフェーゲザックに移った。病状が悪化し、スイスのダボスのサナトリウムで1808年から1809年の間、治療し、退院した直後に夫は心臓病で39歳で没した。夫の没後は絵はあまり描かなくなり、夫の作品の保全などに専念した。第一次世界大戦とその後のインフレーションによって、家族の部屋を貸して生活しなければならなかった。後に生活のために挿絵も描いた。1937年に自動車事故がもとで没した。